# Vidžajanagaram
Vidžajanagaram (telugsky విజయనగరం) je město v Ándhrapradéši, jednom z indických svazových států. K roku 2011 měl přes 228 tisíc obyvatel.

## Poloha a doprava
Vidžajanagaram se nachází v nadmořské výšce 68 m ve vzdálenosti přibližně dvaceti kilometrů severozápadně od břehu Bengálského zálivu. Pětačtyřicet kilometrů jižně od Vidžjanagaramu se nachází přístavní město Višákhapatnam, největší město celého Ándhrapradéše.
Přes město prochází železniční trať Háura – Čennaí.

## Dějiny
Historicky byl Vidžajanagaram součástí Kalingy. Později v letech 1701–1753 spadal pod nizáma z Hajdarábádu. Následně byl krátce součástí francouzské koloniální říše, než jej v roce 1956 získalo britské impérium.